# Сокіл-малюк
Сокіл-малюк (Falco fasciinucha) — вид хижих птахів родини соколових (Falconidae).

## Поширення
Вид поширений в Східній та Південній Африці від півдня Ефіопії до північно-східної частини ПАР. Але сильно фрагментований і відомо близько 40 локалітетів. Загальна чисельність виду становить не більше 1000 дорослих птахів. Мешкає у високогірних і гірських районах, з високими скелями і каньйонами з річками, переважно в посушливих районах.

## Опис
Дрібний сокіл, завдовжки 25-30 см, розмах крил 45-60 см і вагу 212—311 г. Основними характеристиками цього виду є біле горло і чітко помітні червонуваті плями на потилиці. Крім того, груди і криючі нижньої поверхні крила червонуваті. Він міцної статури, має довгі крила і короткий хвіст. Його політ швидкий і, хоча він може здатися трохи важким, він ідеально підходить для полювання в польоті.